# Restschuld (lening)
Een restschuld ontstaat als bij een lening bij verkoop van het bijbehorende onderpand (al of niet vrijwillig) de opbrengst onvoldoende is om de lening af te lossen en de nog te betalen rente te voldoen. De opbrengst van de verkoop (minus kosten) is dus onvoldoende om de lening af te lossen. Het verschil is een restschuld. Dit wordt vooral relevant als deze verplichting niet uit andere middelen kan worden voldaan en opnieuw moet worden gefinancierd, vaak tegen een hoger rentetarief want er is geen onderpand.
De associatie kan historisch en gevoelsmatig zijn, maar ook meer concreet, zoals dat het bezit als onderpand dient voor de schuld, zoals bij een hypothecaire lening, en bij aandelenlease. Bij een potentiële restschuld zegt men wel dat het bezit of de lening "onder water" staat. Dit is een risico voor de geldschieter, die – als de klant niet langer aan zijn verplichtingen kan voldoen, én afhankelijk van de leningvoorwaarden – kan kiezen voor gedwongen verkoop, of nog afwachten om de schade te beperken.
Daarnaast is er een fiscale associatie, zie onder.
De problematiek van een restschuld is actueel door een aantal factoren:
- Kredietcrisis en economische crisis
- Lage inflatie
- Daling van huizenprijzen
- Topfinanciering
- Aflossingsvrije hypotheek
- Beleggingshypotheek
- Aandelenlease-affaire
- Woekerpolisaffaire.

Het aantal huiseigenaren met een hypotheek hoger dan de marktwaarde van de woning ligt in 2012 al boven de 500.000 en de verwachting is dat dit eind 2013 boven de 800.000 zal liggen. Wanneer een huiseigenaar in deze situatie gedwongen wordt zijn huis te verkopen, zal hij geconfronteerd worden met een restschuld. Wanneer hij een hypotheek heeft met NHG (Nationale Hypotheek Garantie), kan het zijn dat de restschuld aan de bank betaalt wordt door het Waarborgfonds. Niet verwijtbare oorzaken hiervoor zijn: verlies van inkomen door werkloosheid en arbeidsongeschiktheid, echtscheiding (beëindiging relatie) en psychologische redenen.
In de Verenigde Staten kan de eigenaar in de meeste staten afstand doen van zijn woning door deze te verlaten, zonder met een restschuld te blijven zitten. De hypotheekbank krijgt dan de (sleutels van de) woning, en zijn vordering vervalt. Dit is sinds het begin van de kredietcrisis erg veel gebeurd, omdat veel Amerikanen de hypotheekrente en -aflossing niet meer konden betalen en bovendien omdat door de daling van huizenprijzen de woning minder waard was dan de resterende hypotheekschuld.

## Nederland
In fiscale zin ontstaat er tot en met 2017 een restschuld als de eigen woning wordt verkocht voor een bedrag dat lager is dan de eigenwoningschuld. Deze restschuld bedraagt bij ontstaan de eigenwoningschuld verminderd met de verkoopprijs (negatief vervreemdingssaldo eigen woning). De rente betaald op een restschuld is gedurende maximaal 15 jaar aftrekbaar in box 1, ook als de restschuld niet wordt afgelost!
Het genoemde restschuldbegrip is in zekere zin beperkt. Het is alleen van toepassing op een eigen huis (dus waarin men woont / heeft gewoond), en bovendien alleen op een schuld die geldt als eigenwoningschuld, dus niet bijvoorbeeld op een (extra) hypotheeklening aangegaan terwijl men het huis al bezat.
In andere opzichten is het een ruim restschuldbegrip. Aan een van vóór 2013 daterende hypotheek is vaak vermogensopbouw voor uiteindelijke aflossing gekoppeld, waar geen rekening mee gehouden wordt.
Het rentepercentage is niet aan een maximum gebonden. Dus ook bij  een dure persoonlijke lening, die bijvoorbeeld nieuwe huurders betalen na verkoop van de eigen woning, is de rente volledig aftrekbaar.

### Erven van restschuld
Een erfgenaam dient bij de keuze betreffende het aanvaarden van een erfenis bedacht te zijn op een (potentiële) restschuld in de nalatenschap, en op de handelingen die geacht worden te impliceren dat de erfenis zuiver wordt aanvaard.